# Benito Lorenzi
Benito Lorenzi (Buggiano, Provincia de Pistoia, Italia, 20 de diciembre de 1925 - Milán, Provincia de Milán, Italia, 3 de marzo de 2007) fue un futbolista y director técnico italiano. Se desempeñaba en la posición de delantero.

## Selección nacional
Fue internacional con la selección de fútbol de Italia en 14 ocasiones y marcó 4 goles. Debutó el 27 de marzo de 1949, en un encuentro amistoso ante la selección de España que finalizó con marcador de 3-1 a favor de los italianos.

### Participaciones en Copas del Mundo
| Mundial                        | Sede   | Resultado    |
| ------------------------------ | ------ | ------------ |
| Copa Mundial de Fútbol de 1950 | Brasil | Primera fase |
| Copa Mundial de Fútbol de 1954 | Suiza  | Primera fase |

## Clubes

### Como futbolista
| Club               | País   | Año         |
| ------------------ | ------ | ----------- |
| Empoli F. C.       | Italia | 1946 - 1947 |
| Inter de Milán     | Italia | 1947 - 1958 |
| Alessandria Calcio | Italia | 1958 - 1959 |
| Brescia Calcio     | Italia | 1959 - 1960 |
| A. S. Varese       | Italia | 1960        |

### Como entrenador
| Club         | País   | Año         |
| ------------ | ------ | ----------- |
| Empoli F. C. | Italia | 1966 - 1967 |
| Parma F. C.  | Italia | 1968 - 1969 |

## Palmarés

### Como futbolista

#### Campeonatos nacionales
| Título  | Club           | País   | Año     |
| ------- | -------------- | ------ | ------- |
| Serie A | Inter de Milán | Italia | 1952-53 |
| Serie A | Inter de Milán | Italia | 1953-54 |